# Синята дама
Синята дама (на испански: La Dama Azul) е първата книга на Хавиер Сиера, издадена през 1998 г.

## Сюжет
Книгата разказва за разследванията на журналиста Карлос Алберт на необясними мистерии.
През 1629 г. испанските католически мисионери с изненада откривват, че едно от местните американски племена вече знае основите на християнската вяра. Загадка е откъде е придобито това знание. Същевременно в манастир в Испания живее монахинята Мария Хесус де Агреда, която, без да е напускала манастира, знае повече за индианците от самите мисионери. В наши дни Ватиканът разработва таен проект за създаване на машина на времето. Загадка е тайнствеността на проекта и връзката на ЦРУ с него.